# Aurtis Whitley
Aurtis Whitley (* 1. Mai 1977) ist ein Fußballnationalspieler aus Trinidad & Tobago.
Er hat bisher 21 Spiele für sein Land absolviert. Zurzeit spielt er beim Club San Juan Jabloteh, wo er eine Position im Mittelfeld ausfüllt. Mit der Nationalmannschaft nahm er bei der Fußball-Weltmeisterschaft 2006 teil.